# Brest Challenger 2021
Il Brest Challenger 2021 è stato un torneo maschile di tennis giocato sul cemento indoor. È stata la 20ª edizione del torneo, facente parte della categoria Challenger 90 nell'ambito dell'ATP Challenger Tour 2021. È stato giocato alla Brest Arena di Brest, in Francia, dal 25 al 31 ottobre 2021.

## Partecipanti

### Teste di serie
| Nazionalità | Giocatore             | Ranking* | Testa di serie |
| ----------- | --------------------- | -------- | -------------- |
| Francia     | Arthur Rinderknech    | 65       | 1              |
| Stati Uniti | Jenson Brooksby       | 70       | 2              |
| Francia     | Richard Gasquet       | 74       | 3              |
| Stati Uniti | Brandon Nakashima     | 79       | 4              |
| Italia      | Stefano Travaglia     | 83       | 5              |
| Francia     | Pierre-Hugues Herbert | 97       | 6              |
| Svizzera    | Henri Laaksonen       | 99       | 7              |
| Francia     | Hugo Gaston           | 106      | 8              |

* Ranking al 18 ottobre 2021.

### Altri partecipanti
I seguenti giocatori hanno ricevuto una wild card per il tabellone principale:
- Manuel Guinard
- Arthur Rinderknech
- Luca Van Assche

Il seguente giocatore è entrato in tabellone come special exempt:
- Carlos Taberner

Il seguente giocatore è entrato in tabellone come alternate:
- Maxime Janvier

I seguenti giocatori sono passati dalle qualificazioni:
- Kenny de Schepper
- Oleksandr Nedovjesov
- Zsombor Piros
- Aleksej Vatutin

Il seguente giocatore è entrato nel tabellone principale come lucky loser:
- Valentin Royer

## Punti e montepremi
| Torneo    | Torneo              | V     | F     | SF    | QF    | 2T    | 1T  | Q | Q2  | Q1  |
| Singolare | Punti               | 90    | 55    | 33    | 17    | 8     | 0   | 5 | 2   | 0   |
| Singolare | Premi in denaro (€) | 9 200 | 5 400 | 3 250 | 1 850 | 1 100 | 660 | – | 330 | 165 |
| Doppio    | Punti               | 90    | 55    | 33    | 17    | –     | 0   | – | –   | –   |
| Doppio    | Premi in denaro (€) | 3 950 | 2 350 | 1 380 | 850   | –     | 460 | – | –   | –   |

## Campioni

### Singolare
Brandon Nakashima ha sconfitto in finale  João Sousa con il punteggio di 6–3, 6–3.

### Doppio
Sadio Doumbia /  Fabien Reboul hanno sconfitto in finale  Salvatore Caruso /  Federico Gaio con il punteggio di 4–6, 6–3, [10–3].